# 鏑木宏
鏑木宏（日语：／ Kaburagi Hiro），日本男性動畫師、動畫演出家、動畫導演。此前，他以的名義活動。日本動畫出身。

## 來歷
他在《飆悍射將》（第7話）裡作為演出家首次亮相。導演處女作是《全力兔》。

## 參加作品

### 電視動畫
1998年
- 櫻桃小丸子 (第2期)（演出助手）
- 開花天使（—1999年，演出助手）

1999年
- HUNTER×HUNTER (1999年版)（—2001年，演出助手）

2002年
- 飆悍射將（—2003年，分鏡、演出）

2003年
- PAPUWA（日语：PAPUWA）（—2004年，分鏡、演出）

2004年
- 奇幻兒童（—2005年，分鏡、演出、演出補佐、原畫）

2005年
- 雪之女王（—2006年，演出）
- 極速攝殺（演出）
- 奇域大冒險（—2006年，分鏡）
- 冰上萬花筒（演出）

2006年
- 歡迎加入N·H·K！（分鏡、演出、後期ED分鏡&演出）
- 雙面騎士 ～Le Chevalier D'Eon～（—2007年，演出）

2007年
- 亞由真由劇場（日语：あゆまゆ劇場）（分鏡、演出）
- 風之聖痕（OP演出）
- 風之少女艾蜜莉（演出）
- 農大菌物語（分鏡、演出）

2008年
- 全力兔（系列導演、分鏡、演出、OP分鏡&演出、ED分鏡&演出）

2009年
- 戰國BASARA（分鏡）
- 只想告訴你（導演[1][2]、編劇[注 1]、分鏡、演出）

2010年
- 戰國BASARA貳（分鏡）

2011年
- 只想告訴你 2ND SEASON（導演[3]、編劇[注 2]、分鏡、演出）
- 浪客劍心 新京都篇（—2012年，分鏡、演出）
- 罪惡王冠（分鏡）

2012年
- 農大菌物語Returns（分鏡）
- 鄰座的怪同學（導演[4]、錄音演出、分鏡[注 3]、演出）

2014年
- 鬼燈的冷徹（導演[5]、錄音演出、編劇、分鏡、演出、ED分鏡&演出）

2015年
- 翻轉☆少女（分鏡）
- 魯邦三世 PART4（分鏡）
- TMS Entertainment創立50週年、西武鐵道創立100週年紀念合作迷短篇動畫（導演）

2016年
- 91Days（導演[6]、編劇[注 4]、分鏡、演出）

2018年
- 伊藤潤二驚選集（分鏡[注 5]）
- 愛在雨過天晴時（分鏡、演出）
- 輕羽飛揚（分鏡）

2020年
- 詐騙之王 GREAT PRETENDER（導演[7]、分鏡、演出）

### 網路動畫
2024年
- 詐騙之王 GREAT PRETENDER razbliuto（導演、劇本統籌[注 4]）

## 腳註

## 相關項目
- 日本動畫師列表（日语：アニメ関係者一覧）
- 日本動畫